# 朱碩熿
唐端王朱碩熿（？—1630年1月24日），唐順王朱宙栐之子。他在隆慶三年四月被封為世子，隆慶五年四月襲封唐王。萬曆年間，朱碩熿以勤學勵行，德孝著聞而被表彰為諸藩模範，又以捐銀救濟贫窮的宗室和士人而受到朝廷敕獎。後金崛起後，朱碩熿先後捐銀一萬二千六百兩助餉，為天下宗室諸藩最多，受到了朝廷的特別褒獎。天啟六年十二月，朱碩熿再捐銀一萬兩以助三大殿復修，明熹宗特意下旨為其建坊旌表。崇禎二年，朱碩熿去世，諡號唐端王，他的孫子朱聿鍵繼承為唐王。1645年，孫子朱聿鍵稱帝後，追尊朱碩熿為端皇帝。

## 家庭

### 王妃
- 王妃苏氏，南阳县民人苏道忠之女，万历五年册封为王妃
- 王妃魏氏，隆武元年追尊为端皇后[7]，1645年追尊[6]
- 妾吳氏[8]
- 妾杨氏[9]
- 妾徐氏

### 子女

#### 子
1. 唐裕王 朱器墭
2. （夭折）
3. （夭折）
4. （夭折）
5. 福山王 朱器塽
6. 清源王 朱器埏
7. 安陽王 朱器埈
8. 寶慶王 朱器增
9. 永興王 朱器培
10. 永壽王 朱器圻
11. 鄧王（德安王）朱器䵺